# 函館ビジネスアカデミー専門学校
函館ビジネスアカデミー専門学校（はこだてビジネスアカデミーせんもんがっこう）とは、北海道函館市にかつてあった私立の専門学校。運営母体は、学校法人野又学園。略称はHBA。函館ソフトウェア専門学院、函館ソフトウェア専門学校時代も含め解説する。

## 概要
- 1987年に情報技術開発センターが函館ソフトウェア専門学院を学校を開設。運営主体である情報技術開発センターが株式会社である等の理由により、1989年に学校法人野又学園に移管。函館ソフトウェア専門学校に名称変更した。
- 当初は、コンピューター関連の技術者を養成していたが、後にホテルマンや簿記をメインに軸足を移していった。

## 沿革
- 1987年　函館ソフトウェア専門学院開校
- 1989年　学校法人野又学園に移管
- 1990年　函館ソフトウェア専門学校となる。情報処理科、情報通信科、コンピュータ科を開設
- 1991年　コンピュータ科を情報ビジネス科に変更
- 1995年　情報ビジネス科を経営管理科に変更。ホテル観光科を開設
- 1996年　函館ソフトウェア専門学校を函館ビジネスアカデミー専門学校と改称
- 2000年　経営管理科廃止
- 2003年　情報技術科廃止
- 2004年　ホテル観光科をホテル・トラベル科に改称
- 2010年　閉校[1]。
- 2013年　校舎も解体され、跡地は北海道電力施設となった。
- 2019年　HBA同窓会が9年ぶりに開催し最後の同窓会となった[2]。

## 取得できる資格・免許状
第二種情報処理技術者、情報処理検定、日商簿記検定、日商ワープロ検定など

## 所在地
北海道函館市田家町8-22

## 交通アクセス
- 函館バス「田家入口」から徒歩3分

## 校舎
地上5階建てだった。1階は、職員室・図書室・学生ラウンジなど。2階は、教室・コンピュータ実習室・視聴覚教室・技能実習室など。3階は、第2及び第3コンピュータ実習室・観光実習室・教室など。4階は、LL教室など。5階は、和室・講堂など。

## 歴代学校長
- 川田寛：初代、1987～1989年。函館商工会議所会頭、情報技術開発センター社長
- 西田正：2代、1989年～1993年
- 北川要：3代、1993年～1998年
- 熊谷慎一：4代、1998年～2000年
- 野又肇：5代、2000年～2002年
- 竹内守：6代、2002年～2006年
- 高橋秀治、7代、2006年～2010年

## 就職実績
- アイシン、インテック、日本無線、渡島信用金庫、エス・イー・シーエレベーター、大日本印刷など[3]

## 系列校

### 現在設置している学校
- 函館大学
- 函館短期大学
- 函館大学付属有斗高等学校
- 函館大学付属柏稜高等学校
- 函館短期大学付属幼稚園
- 函館短期大学付設調理製菓専門学校
- 函館歯科衛生士専門学校
- 函館看護専門学校
- 函館自動車学校
- 函館昭和児童館
- 函館神山児童館
- 函館富岡児童館

### かつて設置していた学校
- 函館栄養専門学校
- 函館理容美容専門学校
- 函館医療保育専門学校
- 日本ビジネス綜合専門学校

## 注
1. ↑  以上につき野又学園沿革
2. ↑  HBA同窓会FINAL
3. ↑  『進学ガイド '95』北海道私立専修学校各種学校連合会　1994　p245